# Capannoli
Capannoli – miejscowość i gmina we Włoszech, w regionie Toskania, w prowincji Piza.
Według danych na rok 2004 gminę zamieszkiwało 5105 osób, 232 os./km².

## Współpraca
- Argenbühl, Niemcy
- Karditsa, Grecja
- Cieszanów, Polska
- Uchaud, Francja